# Église Saint-Martin de Canaveilles
Pour les articles homonymes, voir église Saint-Martin.
L'église Saint-Martin de Canaveilles est une église romane située à Canaveilles, dans le département français des Pyrénées-Orientales.

## Toponymie
L'église Saint-Martin est citée dès 1011 (eccl. S. Martini).

## Architecture

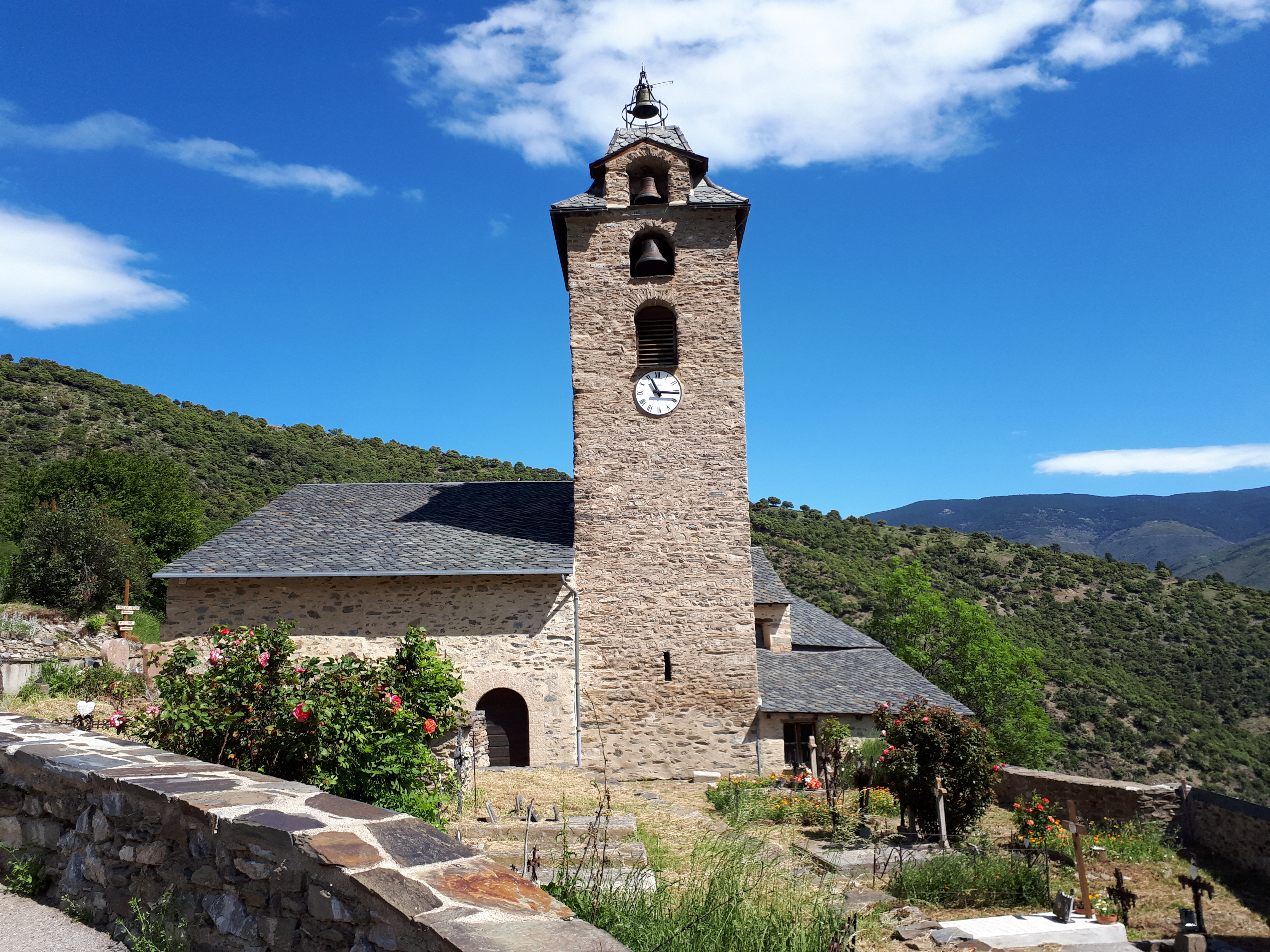
Église Saint-Martin de Canaveilles, côté ouest.